# Hans Speidel
 (octobre 2020).
Si vous disposez d'ouvrages ou d'articles de référence ou si vous connaissez des sites web de qualité traitant du thème abordé ici, merci de compléter l'article en donnant les références utiles à sa vérifiabilité et en les liant à la section « Notes et références ».

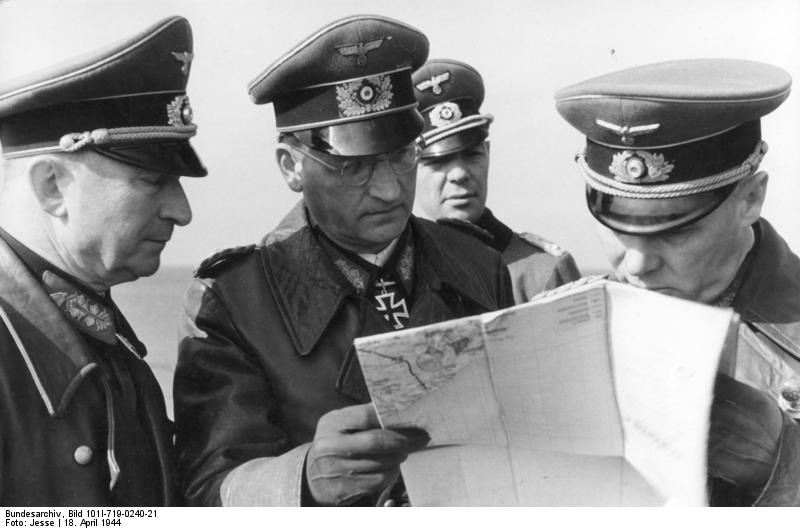
Rommel, Speidel et Hans Sinnhuber au pas de Calais en 1944.

Hans Speidel est un officier général allemand, né le 28 octobre 1897 à Metzingen (Royaume de Wurtemberg) et mort le 28 novembre 1984 à Bad Honnef (Allemagne de l'Ouest).
Il est l'un des rares généraux à avoir porté ce grade à la fois dans la Wehrmacht (l'armée de l’Allemagne hitlérienne) et dans la Bundeswehr (l’armée de l’Allemagne de l'Ouest créée en 1955). Hostile au système totalitaire nazi à partir des premières défaites, il est l'un des conspirateurs de l'attentat du 20 juillet 1944 ayant visé à assassiner Hitler, tout en parvenant à échapper à une exécution capitale bien que suspecté et arrêté. Après le conflit mondial, au moment de la guerre froide, il devient le premier Allemand à occuper un des principaux postes du commandement militaire de l'Otan.

## Biographie

### Avant 1939
Il est le fils d’Emil Speidel, un forestier.
Speidel s'engage comme volontaire dans l'armée impériale en 1914 au déclenchement de la Première Guerre mondiale et est rapidement promu Leutnant. Il commande une compagnie durant la bataille de la Somme. À la fin de la guerre, il est adjutant (officier adjoint chargé de l'administratif). Il a reçu la croix de fer et la médaille militaire wurtembergeoise.
Il reste dans l'armée après la guerre. Entre 1933 et 1935, il est attaché militaire de l’ambassade allemande à Paris. Il est promu Oberstleutnant juste avant la Seconde Guerre mondiale.

### Seconde Guerre mondiale
Il sert pendant la campagne de France en mai et juin 1940 ; il participe à la rédaction du traité d’armistice et accompagne Hitler lors de sa visite expresse de Paris en juin 1940. En août, il devient le chef d'état-major du général Otto von Stülpnagel, commandant en chef des troupes allemandes en France (Militärbefehlshaber Frankreich (de)). En 1942, Speidel est envoyé sur le front de l'Est où il sert comme chef d'état-major du 5e corps d'armée. Il est chef d'état-major du groupe d'armées Sud en 1943, année où il est promu Generalmajor. Le 1er janvier 1944, il est promu Generalleutnant. En avril 1944, Speidel revient sur le front de l'Ouest en étant nommé chef d'état-major du groupe d'armées B sous les ordres du Generalfeldmarschall Rommel, responsable de la défense de la côte de la Manche, et s'installe à son quartier général au château de La Roche-Guyon. Quand Rommel est blessé au cours d’une attaque aérienne, Speidel garde le même poste auprès de son successeur, le Generalfeldmarschall von Kluge.
Il participe à l'attentat contre Hitler du 20 juillet 1944 mais, faute de preuves, réussit à échapper à la Gestapo. Il est néanmoins suspecté et arrêté le 7 septembre suivant et finalement accusé d'être impliqué dans le complot. Interrogé, il ne reconnaît rien et ne trahit personne. Speidel passe devant une cour d'honneur de l'armée mais Rundstedt, Guderian et Keitel décident de ne pas l'exclure de l'armée : il ne passe donc pas devant la redoutable cour du Peuple, le tribunal politique du régime nazi dirigé par le procureur Freisler, de sinistre réputation. Erwin Rommel, dans sa dernière lettre à Hitler du 1er octobre 1944, appelle à la libération de Speidel mais ne reçoit pas de réponse. Speidel est détenu par la Gestapo pendant sept mois, tente de s'échapper, y parvient et reste caché dans l'attente de l'arrivée des Alliés. 
Speidel est libéré par les troupes françaises le 29 avril 1945.
Speidel faisait partie du premier cercle des conspirateurs de l'attentat du 20 juillet 1944 : il est le seul à ne pas avoir été exécuté ni à s'être suicidé (sous la contrainte ou non). Son rôle dans le complot avait été d'obtenir le ralliement de Rommel. Dans son livre, Speidel explique l'implication de Rommel dans la tentative de renversement de Hitler : c'est Rommel qui, connu et respecté dans toute l'Allemagne, devait soit prendre la suite du Führer pendant une période de transition, soit prendre le commandement à l'Ouest et négocier avec les Alliés. Speidel explique la réticence de Rommel à tuer Hitler : il tenait à ce que Hitler soit traduit devant une cour de justice du peuple pour ses crimes et répugnait à le voir mourir d'une manière expéditive. Rommel s'est opposé à Hitler en lui envoyant des memoranda sur la situation désespérée à l'Ouest et, plus généralement, sur tous les fronts, l'invitant d'abord à se retirer sur des lignes défensives proches de l'Allemagne, puis à négocier avec les Alliés. Speidel précise que son dernier memorandum à Hitler (de juillet 1944) l'invitait à tirer toutes les conséquences (militaires, et, sans oser le dire, politiques) de la situation.
À la libération de Paris, le 25 août, Hitler demande le bombardement de cette ville par des tirs de V1 et de V2. Le 26 août au matin (le  jour où le général de Gaulle et le général Leclerc descendent les Champs-Élysées), le Generaloberst Jodl téléphone au quartier général du groupe d'armées B. Le maréchal Model est cependant en inspection et c'est le général Hans Speidel, son adjoint, qui prend les ordres : comme prévu dans les préparatifs ordonnés la veille, il faut au groupe d'armée donner l'ordre de lancer des V1 et V2 sur la capitale française. Cependant, le général Speidel ne transmettra jamais cet ordre aux différentes batteries,. Hans Speidel affirmera qu’il jugeait cet ordre « absurde ». En réalité, ces tirs étaient impossibles à exécuter.

### Après guerre

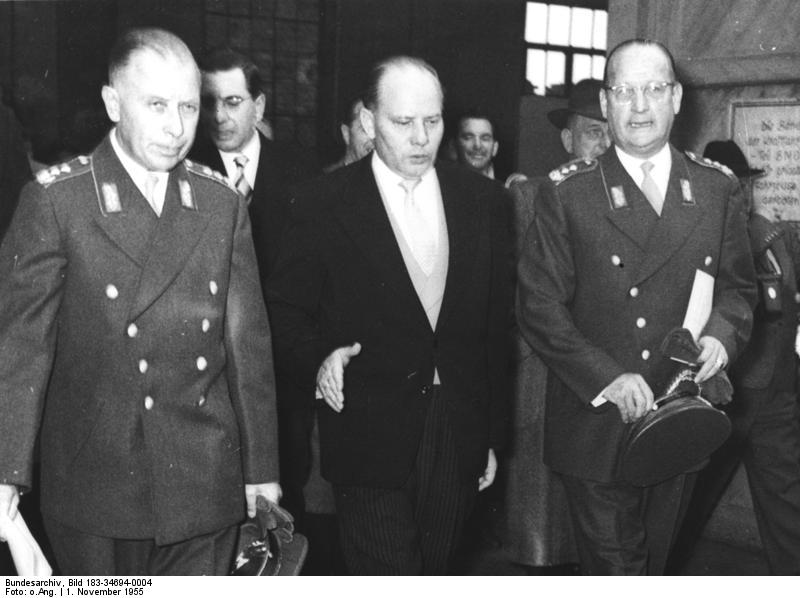
Speidel (à droite) en compagnie du ministre de la Défense de la RFA, Theodor Blank (centre), et du général Heusinger, le 1er novembre 1955.

Après guerre, Speidel enseigne pendant quelque temps l'histoire moderne à Tübingen ; en 1950, il publie un livre,  Le Débarquement de 1944 : Rommel et la campagne de Normandie. Ensuite, il participe à la création de la nouvelle armée allemande, la Bundeswehr qu'il rejoint, atteignant le grade de général de corps d'armée . Il est partisan du projet de la Communauté européenne de défense. Il est nommé commandant en chef des forces terrestres de l'Otan pour le « Centre Europe » en avril 1957. Speidel parlait couramment l'anglais et le français. Il conserve ce commandement jusqu'à sa retraite en septembre 1963.
En 1960, Speidel porte plainte contre un producteur de films qui le décrit comme ayant été dans le secret de l’assassinat du roi Alexandre Ier de Yougoslavie et de Louis Barthou, ministre français des Affaires étrangères, venu l'accueillir à sa descente de bateau à Marseille, et comme traître au maréchal Erwin Rommel pour l'avoir dénoncé auprès des nazis après le complot du 20 juillet 1944. Il gagne ledit procès (Plato Films Ltd v Speidel [1961] AC 1090).
Il meurt à Bad Honnef en Rhénanie-du-Nord-Westphalie en 1984.

## L'affaire Speidel
Des fils de déportés français refusèrent d'effectuer leur service militaire sous les ordres de celui qu'ils jugeaient comme l'assassin de leur père (en tant que commandant en chef de l'Otan pour le Centre Europe, Speidel avait un temps autorité sur les armées françaises). Vingt-deux d'entre eux furent arrêtés et envoyés en prison, dont treize à la prison de Fresnes. À la suite de nombreuses manifestations et de quatorze mois de prison pour le premier d'entre eux, Claude Marty, ils finirent par obtenir gain de cause et furent envoyés effectuer leur service militaire dans les territoires d'outre-mer et dans les colonies françaises d'Afrique, là où les troupes françaises n'étaient pas sous l'autorité de Speidel. Jean-Claude Faipeur, qui fut l'un d'eux, a écrit un livre relatant cette affaire, Crime de Fidélité - Au cœur de l'affaire Speidel 1957-1958.

## Distinctions
- Médaille militaire wurtembergeoise (de)
- Croix de fer 2e classe
- Croix de fer 1re classe
- Croix allemande ou Deutsche Kreuz (or et argent)
- Croix de chevalier de la croix de fer